# Oberliga Nord
La Oberliga Nord fue una liga de fútbol en Alemania desde que nació la 2. Bundesliga en 1974 hasta la creación de la 3. Bundesliga en 2008.

## Historia
Fue creada en 1974 como liga de tercera división por detrás de la Regionalliga Nord (II). Al aparecer la 2. Bundesliga, desaparece la Regionalliga Nord (II) y la Oberliga mantiene su condición de tercer nivel.
Nació como la consecuencia de la fusión de 4 ligas regionales de nivel inferior y no daba plazas directas para el ascenso de categoría sino que daba la posibilidad de jugar el ascenso vía playoff, aunque a finales de los años 1970s dio ascensos directos en algunas ocasiones menos en 1981 debido a que la 2. Bundesliga pasaría a ser una sola liga y no dos como al inicio.
La Oberliga Nord fue desaparecida en 1994 para reintroducir la Regionalliga Nord como la tercera división del fútbol alemán.

### Renacimiento 2004-08
La liga fue recreada en 2004 como liga de cuarta división por detrás de la Regionalliga Nord hasta que en 2008 nace la 3. Bundesliga como la nueva liga de tercera división, por lo que la Oberliga Nord volvió a desaparecer.

## Equipos

### Fundadores
Estos son los 18 equipos que disputaron la temporada inaugural en 1974:
| - VfB Oldenburg - SV Meppen - Arminia Hannover - Concordia Hamburg - OSV Hannover - Holstein Kiel | - TuS Bremerhaven 93 - Heider SV - Itzehoer SV - Phönix Lübeck - SC Victoria Hamburg - SC Poppenbüttel | - Blumenthaler SV - Bremer SV - SpVgg Flensburg 08 - Preußen Hameln - SpVgg Bad Pyrmont - Union Salzgitter |

### Última Temporada
Estos fueron los equipos que disputaron la temporada 2011/12 y su reubicación al finalizar la temporada:
| To the Regionalliga Nord: - Holstein Kiel - SV Wilhelmshaven - FC Altona 93 - BV Cloppenburg - Hannover 96 II - FC Oberneuland a la Verbandsliga Hamburg: - FC St. Pauli II - ASV Bergedorf 85 - SV Lurup | a la Verbandsligas Niedersachsen: - VfB Oldenburg - TuS Heeslingen - SV Meppen - Eintracht Braunschweig II - VfL Osnabrück II - Eintracht Nordhorn - VSK Osterholz-Scharmbeck a la Verbandsliga Schleswig-Holstein: - VfB Lübeck II - SV Henstedt-Rhen |

## Ediciones Anteriores
| Temporada   | Club                   |
| ----------- | ---------------------- |
| 1974-75     | VfB Oldenburg          |
| 1975-76     | Arminia Hannover       |
| 1976-77     | TuS Bremerhaven 93     |
| 1977-78     | OSV Hannover           |
| 1978-79     | OSV Hannover           |
| 1979-80     | VfB Oldenburg          |
| 1980-81     | FC St. Pauli           |
| 1981-82     | SV Werder Bremen II    |
| 1982-83     | FC St. Pauli           |
| 1983-84     | SV Werder Bremen II    |
| 1984-85     | VfL Osnabrück          |
| 1985-86     | FC St. Pauli           |
| 1986-87     | SV Meppen              |
| 1987-88     | Eintracht Braunschweig |
| 1988-89     | TSV Havelse            |
| 1989-90     | VfB Oldenburg          |
| 1990-91     | VfL Wolfsburgo         |
| 1991-92     | VfL Wolfsburgo         |
| 1992-93     | VfL Herzlake           |
| 1993-94     | Kickers Emden          |
| 1994 - 2004 | no se jugó             |
| 2004-05     | Kickers Emden          |
| 2005-06     | SV Wilhelmshaven       |
| 2006-07     | VfL Wolfsburgo II      |
| 2007-08     | Holstein Kiel          |

Fuente: